# Prefettura di Faranah
Faranah è una prefettura della Guinea nella regione di Faranah, con capoluogo Faranah.
La prefettura è divisa in 11 sottoprefetture, corrispondenti ai comuni:
- Banian
- Beindou
- Faranah
- Gnaléah
- Hérémakonon
- Kobikoro
- Marela
- Passayah
- Sandéniah
- Songoyah
- Tiro